# Соколово (Курганская область)
Соколово — село в Каргапольском районе Курганской области. Бывший административный центр Соколовского сельсовета, сейчас в составе Долговского сельсовета.

## Географическое положение
Расположено берегу реки Миасс, примерно в 30 км от районного центра посёлка Каргаполье; в 140 км от города Кургана.

## История
До 1917 года в составе Окунëвской волости Челябинского уезда Оренбургской губернии. По данным на 1926 год деревня Соколова состояла из 185 хозяйств. В административном отношении являлась центром Соколовского сельсовета Воскресенского района Челябинского округа Уральской области.

## Население
| 1921 | 1989 | 2002 | 2010 |
| ---- | ---- | ---- | ---- |
| 862  | ↘317 | ↘288 | ↘175 |

По данным переписи 1926 года в деревне проживало 885 человек (409 мужчин и 476 женщин), в том числе: русские составляли 100 % населения.